# Stefania Casini
Stefania Casini (ur. 4 września 1948 w Villa di Chiavenna) – włoska aktorka filmowa, głosowa, teatralna i telewizyjna oraz dziennikarka, scenarzystka, reżyserka i producentka filmowa.

## Życiorys
Karierę aktorską rozpoczęła po ukończeniu studiów na Wydziale Architektury Politechniki Mediolańskiej. Pod koniec lat siedemdziesiątych, kiedy przeniosła się do Nowego Jorku, zajęła się reżyserią, później także pisaniem scenariuszy i produkcją filmową. Realizuje filmy dokumentalne i reportaże dla sieci telewizyjnych, współpracuje też z prasą kobiecą jako dziennikarka.

## Wybrana filmografia

### Aktorka
- 1970: Kasztany miłości (Le castagne sono buone) jako Carla Lotito
- 1973: Trevico-Turyn, podróż FIAT-namu (Trevico-Torino - Viaggio nel Fiat-Nam)
- 1974: Krew dla Draculi (Dracula cerca sangue di vergine... e morì di sete!!!) jako Rubinia
- 1974: Kuzynka (La cugina) jako Lisa Scuderi
- 1975: Złota msza (La Messe dorée / Nella profonda luce dei sensi) jako Loulou
- 1976: Miesiąc miodowy we troje (Luna di miele in tre) jako Graziella Luraghi
- 1976: Wiek XX (Novecento) jako Neve
- 1977: Bad (Andy Warhol's Bad) jako P.G.
- 1977: Odgłosy (Suspiria) jako Sara
- 1978: Żegnaj, małpko (Ciao maschio) jako aktorka feministka
- 1978: Splamiony krwią (Solamente nero) jako Sandra Sellani
- 1987: Brzuch architekta (The Belly of an Architect) jako Flavia Speckler

### Scenariusz
- 2014: Bota (wspólnie z Iris Elezi)